# Serie A 1951-1952 (rugby a 15)
La serie A 1951-52 fu il 22º campionato nazionale italiano di rugby a 15 di prima divisione.
Si tenne dal 30 settembre 1951 al 4 maggio 1952 tra 10 squadre, vide L’Aquila e i napoletani del Partenope al debutto nella massima serie.
Il Rovigo fu campione d'Italia, confermandosi rispetto alla stagione precedente quando vinse il suo primo scudetto.

## Squadre partecipanti
- L’Aquila
- Amatori Milano
- Bologna
- Brescia
- Rugby Milano

- Parma
- Partenope (Napoli)
- Petrarca (Padova)
- Rugby Roma
- Rovigo

## Risultati
|       | 1ª/10ª giornata          |      |
| ----- | ------------------------ | ---- |
| 12-6  | L'Aquila - Partenope     | 3-3  |
| 0-0   | Bologna - Rugby Roma     | 5-29 |
| 0-3   | Brescia - Amatori Milano | 0-6  |
| 12-15 | Milano - Parma           | 0-6  |
| 8-5   | Rovigo - Petrarca        | 19-0 |
|       |                          |      |

|     | 4ª/13ª giornata        |      |
| --- | ---------------------- | ---- |
| 0-6 | Amatori Milano - Parma | 3-6  |
| 3-5 | Rovigo - Milano        | 17-3 |
| 9-6 | L'Aquila - Bologna     | 0-0  |
| 6-3 | Partenope - Petrarca   | 3-13 |
| 5-5 | Rugby Roma - Brescia   | 0-6  |
|     |                        |      |

|      | 7ª/16ª giornata         |       |
| ---- | ----------------------- | ----- |
| 8-3  | Rugby Roma - L'Aquila   | 6-9   |
| 8-0  | Milano - Brescia        | 0-3   |
| 3-0  | Bologna - Petrarca      | 12-20 |
| 6-0  | Parma - Partenope       | 9-6   |
| 12-0 | Rovigo - Amatori Milano | 6-0   |

|      | 2ª/11ª giornata          |      |
| ---- | ------------------------ | ---- |
| 3-6  | Petrarca - Rugby Roma    | 3-9  |
| 8-3  | Parma - L'Aquila         | 11-0 |
| 3-0  | Partenope - Milano       | 0-18 |
| 8-3  | Amatori Milano - Bologna | 3-3  |
| 35-0 | Rovigo - Brescia         | 12-3 |
|      |                          |      |

|      | 5ª/14ª giornata           |      |
| ---- | ------------------------- | ---- |
| 6-12 | Bologna - Brescia         | 3-12 |
| 8-6  | Milano - L'Aquila         | 6-12 |
| 0-0  | Parma - Rugby Roma        | 3-3  |
| 6-8  | Petrarca - Amatori Milano | 3-3  |
| 45-0 | Rovigo - Partenope        | 15-6 |
|      |                           |      |

|      | 8ª/17ª giornata            |      |
| ---- | -------------------------- | ---- |
| 26-0 | Amatori Milano - Partenope | 6-12 |
| 0-3  | L'Aquila - Rovigo          | 0-6  |
| 0-19 | Bologna - Parma            | 6-43 |
| 5-3  | Brescia - Petrarca         | 8-6  |
| 0-0  | Rugby Roma - Milano        | 3-0  |

|      | 3ª/11ª giornata         |      |
| ---- | ----------------------- | ---- |
| 3-6  | Bologna - Rovigo        | 6-35 |
| 3-0  | Brescia - L'Aquila      | 3-0  |
| 6-0  | Milano - Amatori Milano | 3-3  |
| 12-3 | Parma - Petrarca        | 0-3  |
| 13-8 | Rugby Roma - Partenope  | 0-6  |
|      |                         |      |

|     | 6ª/15ª giornata           |      |
| --- | ------------------------- | ---- |
| 6-0 | Amatori Milano - L'Aquila | 0-3  |
| 0-0 | Petrarca - Milano         | 6-6  |
| 0-6 | Brescia - Parma           | 0-14 |
| 6-0 | Partenope - Bologna       | 0-17 |
| 0-0 | Rugby Roma - Rovigo       | 3-15 |
|     |                           |      |

|      | 9ª/18ª giornata             |        |
| ---- | --------------------------- | ------ |
| 5-3  | Rugby Roma - Amatori Milano | 0 - 12 |
| 14-0 | Milano - Bologna            | 16-3   |
| 6-0  | Petrarca - L'Aquila         | 3-8    |
| 0-3  | Partenope - Brescia         | 0-9    |
| 3-6  | Parma - Rovigo              | 11-6   |

## Classifica
|               |     | Squadra        | G  | V  | N | P  | PF  | PS  | Pt |
| ------------- | --- | -------------- | -- | -- | - | -- | --- | --- | -- |
|               | 1.  | Rovigo         | 18 | 15 | 1 | 2  | 249 | 48  | 31 |
|               | 2.  | Parma          | 18 | 14 | 2 | 2  | 178 | 51  | 30 |
|               | 3.  | Brescia        | 18 | 10 | 1 | 7  | 72  | 107 | 21 |
|               | 4.  | Rugby Roma     | 18 | 7  | 6 | 5  | 90  | 81  | 19 |
|               | 5.  | Rugby Milano   | 18 | 7  | 4 | 7  | 105 | 80  | 18 |
|               | 6.  | Amatori Milano | 18 | 7  | 3 | 8  | 90  | 74  | 17 |
|               | 7.  | L’Aquila       | 18 | 6  | 2 | 10 | 68  | 92  | 14 |
|               | 8.  | Petrarca       | 18 | 4  | 3 | 11 | 86  | 116 | 11 |
|               | 9.  | Partenope      | 18 | 5  | 1 | 12 | 65  | 198 | 11 |
| Retrocessione | 10. | Bologna        | 18 | 2  | 3 | 13 | 76  | 232 | 7  |

## Verdetti
- Rovigo: campione d'Italia
- Bologna: retrocessa in serie B